# Haarlemsche Automobiel- en Motorrijwiel Fabriek
Haarlemsche Automobiel- en Motorrijwiel Fabriek war ein niederländischer Hersteller von Automobilen und Motorrädern.

## Unternehmensgeschichte
Das Unternehmen aus Heemstede begann 1902 mit der Produktion von Automobilen und Motorrädern. 1902 endete die Produktion der Automobile, 1906 die der Motorräder. Der Markenname lautete HAM.

## Fahrzeuge
Für den Antrieb sorgte ein Einzylindermotor mit 2 PS Leistung, der von Altena zugeliefert wurde.